# Simon Litzell
Simon Litzell, född 11 februari 1997, är en svensk friidrottare (spjutkastning).
På vårkastet i Bålsta 25 Maj 2015 inledde han säsongen med 78.73, fyra meter längre än det gamla svenska juniorrekordet. Det tidigare rekordet låg på 74.66 och har stått sig sedan tidigare världsrekordhållaren Patrik Bodén satte det 1986. Litzells jättekast placerade honom som världsledande bland pojkar födda 1996/1997 – och till tionde bäste svensk totalt, trots juniorstatus vid tillfället.    
Litzell deltog i spjut vid junior-EM i Eskilstuna i juli 2015 och lyckades där med ett kast på 78,34 m ta silvermedalj.

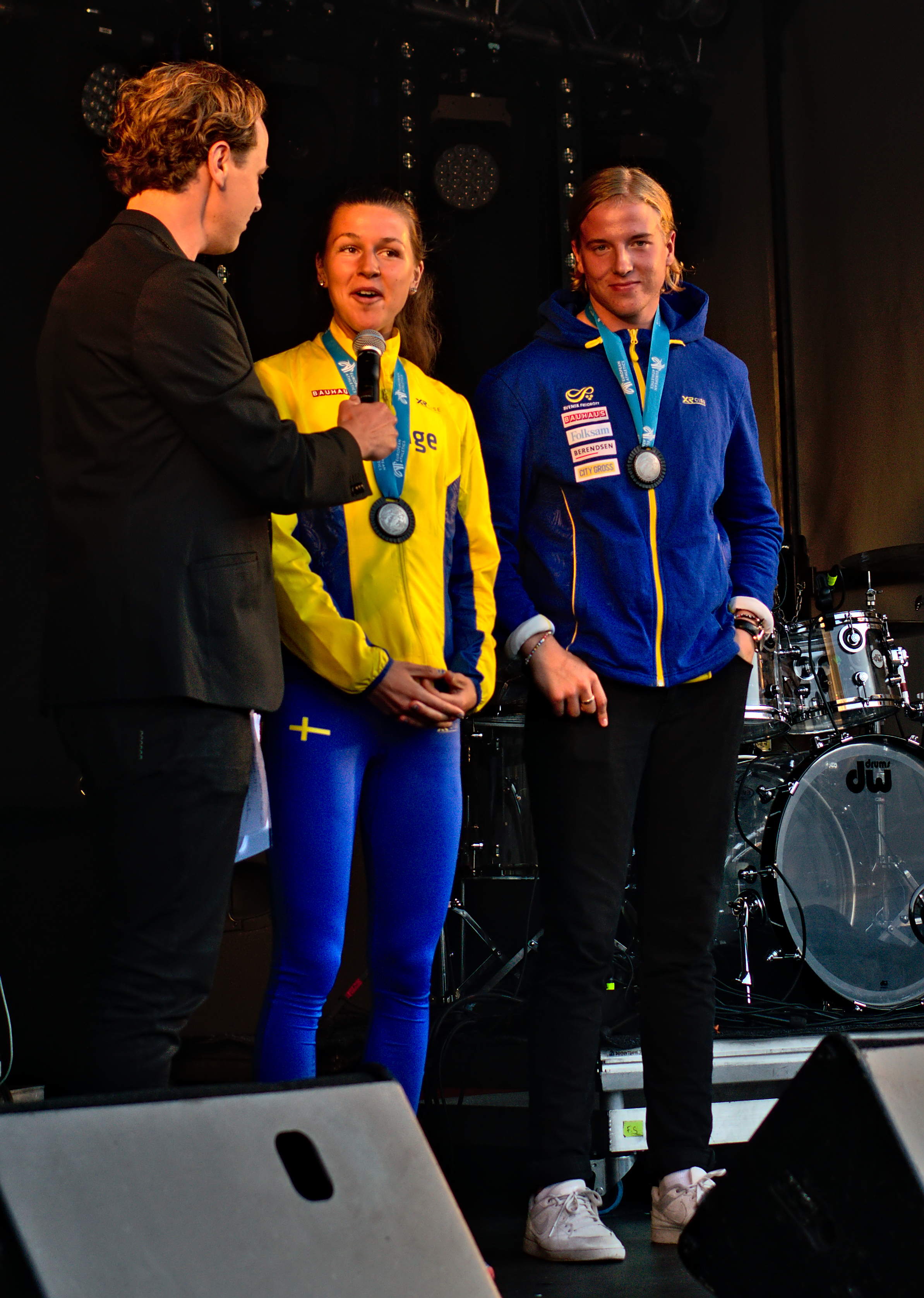
Carolina Johnson och Simon Litzell intervjuas på kvällen på Fristadstorget i Eskilstuna efter silvermedaljerna tidigare på dagen vid Junioreuropamästerskapen i friidrott.

## Personliga rekord
Utomhus 
- Spjut – 78,73 (Bålsta 23 maj 2015)[4][7]
- Spjut 700 gr – 79,25 (Sollentuna 26 juni 2014)[4]
- Spjut 700 gr – 80,04 (Östersund 20 maj 2014)[7]